# 3109 Machin
A 3109 Machin (ideiglenes jelöléssel 1974 DC) a Naprendszer kisbolygóövében található aszteroida. Luboš Kohoutek fedezte fel 1974. február 19-én.